# Los Angeles Open 1992
Il Los Angeles Open 1992 è stato un torneo di tennis giocato sul cemento. È stata la 66ª edizione del torneo, che fa parte della categoria World Series nell'ambito dell'ATP Tour 1992. Si è giocato a Los Angeles in California dal 3 al 9 agosto 1992.

## Campioni

### Singolare maschile
Richard Krajicek ha battuto in finale  Mark Woodforde con il punteggio di 6–4 2–6 6–4

### Doppio maschile
Patrick Galbraith /  Jim Pugh hanno battuto in finale  Francisco Montana /  David Wheaton con il punteggio di 7–6, 7–6